# Дебело Брдо (Жепче)
Дебело Брдо је насељено мјесто у општини Жепче, Босна и Херцеговина.

## Историја
Дебело Брдо је до 2001. била у саставу општине Завидовићи.

## Становништво
|             | 2013.        | 1991.        | 1981.        | 1971.        |
| Укупно      | 138 (100,0%) | 282 (100,0%) | 276 (100,0%) | 265 (100,0%) |
| Хрвати      | 132 (95,65%) | 243 (86,17%) | 269 (97,46%) | 264 (99,62%) |
| Бошњаци     | 6 (4,348%)   | 31 (10,99%)1 | 2 (0,725%)1  | –            |
| Југословени | –            | 5 (1,773%)   | 5 (1,812%)   | –            |
| Остали      | –            | 2 (0,709%)   | –            | 1 (0,377%)   |
| Срби        | –            | 1 (0,355%)   | –            | –            |

1. 1 На пописима од 1971. до 1991. Бошњаци су пописивани углавном као Муслимани.